# Dendrobium compressimentum
Dendrobium compressimentum är en orkideart som beskrevs av Johannes Jacobus Smith. Dendrobium compressimentum ingår i släktet Dendrobium, och familjen orkidéer. Inga underarter finns listade i Catalogue of Life.